# Manifestation du 17 octobre 1905
La manifestation du 17 octobre 1905 (en russe : 17 октября 1905 года) est un tableau du peintre russe et ukrainien Ilia Répine réalisé en 1906-1911. Cette peinture à l'huile est conservée au Musée russe à Saint-Pétersbourg.

## Historiographie et sujet du tableau
Ce tableau illustre la célébration en l'honneur de l'adoption du Manifeste sur le perfectionnement de l'ordre de l'État. Le manifeste du 17 octobre 1905 est le résultat d'une chaîne d'événements politiques, économiques et sociaux.
Au début du XXe siècle, l'Empire russe était une monarchie absolue et faisait partie des cinq plus grandes puissances industrielles du monde. Malheureusement, presque toutes les couches de la société étaient mécontentes de leur position : la bourgeoisie et l'intelligentsia souhaitaient la Constitution et les libertés civiles, les paysans — les propriétaires fonciers, les travailleurs — des conditions de travail décentes et une augmentation des salaires. La dernière goutte a été la guerre russe-japonaise, dans laquelle l'Empire russe a subi de nombreuses défaites.
Le 9 janvier 1905, des milliers de manifestants, fusillés par les troupes, se sont rendus au Palais d'Hiver de Saint-Pétersbourg avec une pétition. Le Dimanche rouge a marqué le début des conflits qui ont dégénéré en révolution 1905. Cela a obligé Nicolas II à publier le 17 octobre un Manifeste qui proclamait et accordait des droits et libertés politiques tels que la liberté de parole, la liberté de réunion, la liberté d'association, etc. En plus, le Manifeste a établi un Parlement, sans lequel aucune loi ne pouvait être adoptée. Dans le même temps, l'Empereur conservait le droit de dissoudre la Douma et de bloquer ses décisions avec son droit de veto.

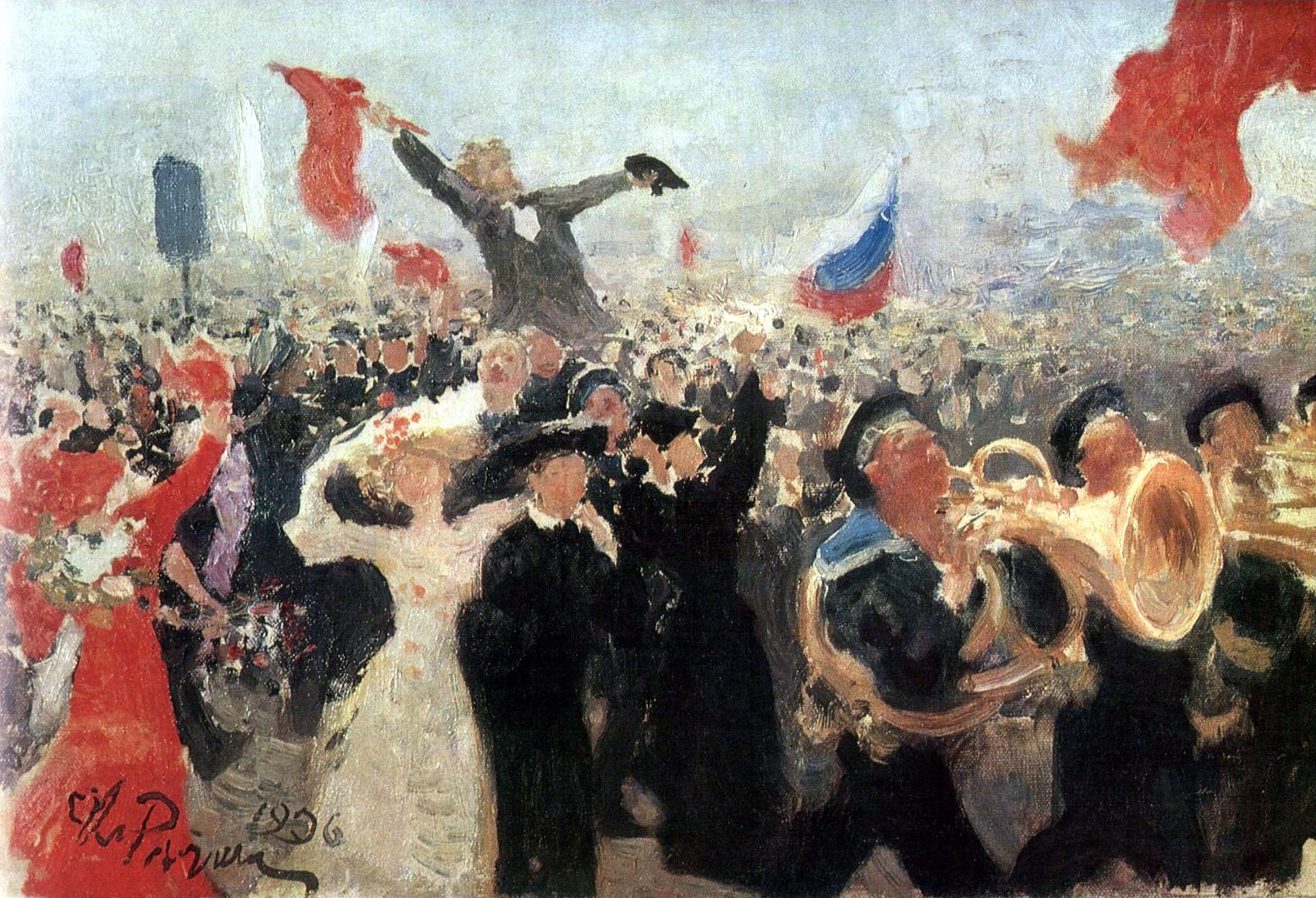
Le croquis du tableau « 17 octobre 1905 », 1906.

Il est compliqué d'exprimer sans ambiguïté les conséquences de la création du manifeste, surtout à court terme; par exemple, la majorité des autorités de l'État n'étaient pas informées de la création de ce document et ne pouvaient donc pas anticiper et appliquer correctement des droits et libertés donnés aux citoyens. Cependant, il y a des changements clairement positifs: le manifeste a annulé l'oukase d'Ems de 1876, qui interdisait l'importation dans l'Empire Russe de livres dans toutes les langues sans autorisation préalable (ce décret interdisait en fait la langue ukrainienne et imposait des sanctions pour son utilisation et sa diffusion).
Ilia Répine, un représentant de l'intelligentsia culturelle, a soutenu les idées révolutionnaires, comme l'attestent ses échanges avec d'autres artistes, écrivains et militants. Répine accueillit avec enthousiasme le Manifeste du 17 octobre «… et le barrage est percé, … maintenant, il n'est plus possible d'arrêter cette force de la rivière accumulée – elle a jailli ! ». Parmi les manifestants, Répine a également capturé des représentants de l'intelligentsia démocratique qui approchaient d'une manière ou d'une autre le début de ce jour : le critique artistique et musical Vladimir Stasov, le philologue et pédagogue Mstislav Prakhov (décédé en 1879, le frère d'Adrian Prakhov), l'historien de la littérature et bibliographe Semyon Vengerov (en), l'actrice Lidiya Yavorskaya (ru). Dans la peinture présentée, l'auteur a réussi à transmettre une tempête d'émotions, de bonheur, un carnaval de couleurs vives et de sentiments.
Dans une lettre à la galerie d'art de Nouvelle-Galles du Sud datée du 20 mars 1911, Ilia Répine décrit son œuvre comme suit :

« Сe tableau représente la procession du mouvement de libération de la société progressiste russe pendant les jours d'octobre 1905. En vraie grandeur, principalement des étudiants, des étudiantes , des professeurs et des travailleurs, avec des drapeaux rouges, enthousiastes; avec le chant de chansons révolutionnaires. Dans le premier plan, les gens ont soulevé sur les épaules d'un jeune homme amnistié et une foule de plusieurs milliers de personnes se rendent sur la place d'une grande ville dans l'extase de la jubilation générale. »

## Expositions
En 1911, Ilia Répine est invité à participer à l'exposition internationale d'art à Rome, où il reçoit une salle pour présenter ses toiles. Pour cette exposition, l'auteur a terminé et daté le tableau. L'année suivante, l'artiste a présenté la peinture à l'exposition des ambulants.
- 1911 : exposition internationale à Rome (Italie)
- 1912 : 41e exposition de peintures de la Société des expositions artistiques ambulantes, Russie
- Entre 1912 et 1938, le tableau était dans la collection du collectionneur de Saint-Pétersbourg Vasilii Winterfeld et dans la collection du Musée de la Révolution à Moscou[1].
- 1938 : la peinture fait partie de l'exposition permanente du Musée russe à Saint-Pétersbourg (Russie)[1]
- Au XXIe siècle, Manifestation du 17 octobre 1905 suscite à nouveau l'intérêt de la critique et du public, et est présentée dans plusieurs expositions.
- Du 14 septembre au 20 novembre 2017, au Musée Russe à Saint-Pétersbourg, exposition Rêves de l'épanouissement mondial[6]
- Du 16 mars au 18 août 2019, à la Galerie nationale Tretiakov à Moscou, exposition Ilia Efimovich Repine, cent soixante-cinquième anniversaire[7]
- Du 3 octobre 2019 au 9 mars 2020, au Musée Russe, exposition Ilia Efimovich Repine, cent soixante-cinquième anniversaire[8]
  - A cause de la pandémie mondiale et des restrictions qui l'ont suivie, la suite d'une série d'expositions également consacrées au 175e anniversaire de la naissance de l'artiste a été déplacée en 2021-2022.
- Du 19 mars au 29 août 2021, au Musée d'Art Ateneum à Helsinki[9]
- Du 5 octobre 2021 au 23 janvier 2022, au Petit Palais à Paris[10]